# Вашингтон (окръг, Алабама)
Вижте пояснителната страница за други населени места с името Вашингтон.
Окръг Вашингтон (на английски: Washington County) е окръг в щата Алабама, Съединени американски щати. Площта му е 2820 km², а населението – 16 909 души (2016). Административен център е град Чатъм.